# .vi
.vi là tên miền quốc gia cấp cao nhất (ccTLD) của Quần đảo Virgin thuộc Mỹ.

## Tên miền cấp 2
Tên miền cấp 2 (hơn 2 ký tự) được cho phép, nhưng chỉ dành cho công ty Đảo Virgin. Tên miền cấp 3 ít hạn chế hơn.
Việc đăng ký tên cấp 3 cho phép ở .co.vi, .org.vi, .com.vi, .net.vi, và .k12.vi.